# Rukmini Devi Arundale

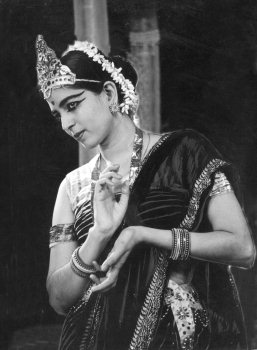
Rukmini Devi Arundale

Rukmini Devi Arundale (* 29. Februar 1904 in Madurai; † 24. Februar 1986 in Indien) war eine indische Tänzerin, Politikerin und Theosophin.

## Leben und Wirken

### Kindheit, Jugend und Ehe
Rukmini Devi wurde am 29. Februar 1904 in Madurai als eines von acht Kindern von Nilakanta Sastri und seiner Frau Seshammal geboren. Die Familie gehörte der Brahmanenkaste an, der Vater war Ingenieur und ein bekannter Sanskritgelehrter, die Familie sehr angesehen und wohlhabend. Als Rukmini Devi 7 Jahre alt war, zog die Familie nach Chennai, da sich der inzwischen pensionierte Vater der dortigen Theosophischen Gesellschaft Adyar (Adyar-TG) anschließen wollte. Seit dieser Zeit war auch Rukmini Devi mit der Theosophie in Kontakt. Eine Zeitlang war sie Sekretärin von Annie Besant, in der zweiten Hälfte der 1910er Jahre begegnete sie dem Theosophen George Arundale, wurde seine Dienerin und Begleiterin und 1920 heiratete sie ihn. Die Hochzeit löste einen Skandal bei den konservativen Brahmanen aus, da ihr Mann, ein Engländer, als Ausländer angesehen wurde und eine Heirat mit einer Brahmanin der Tradition widersprach. Rukmini Devi war zu diesem Zeitpunkt 16, ihr Mann hingegen bereits 41 Jahre alt. Um die Wogen zu glätten und auch die Adyar-TG, die durch die Heirat ebenfalls kritisiert wurde, aus der Schusslinie zu bringen, verließ das Paar Chennai und fuhr nach Mumbai. Da sich auch dort Schwierigkeiten für die Adyar-TG anbahnten, gingen sie zusammen mehrere Jahre nach Europa, um dort für die Theosophie zu wirken. Rukmini Devi begleitete Arundale auf den meisten seiner Reisen rund um die Welt, auch den größten Teil der Unternehmungen inner- und außerhalb der TG bearbeiteten sie gemeinsam. Die Ehe blieb kinderlos, ihr Mann George starb am 12. August 1945, als sie 41 Jahre alt war, sie heiratete kein zweites Mal. Rukmini Devi war die Schwester von Nilakanta Sri Ram, dieser wurde später Präsident der Adyar-TG.

### Wirken für die Adyar-TG
Seit ihrer Jugend arbeitete Rukmini Devi bei zahlreichen Projekten der Adyar-TG mit. 1923 ernannte Besant sie zur Präsidentin der All India Federation of Young Theosophists und 1925 zur Präsidentin der World Federation of Young Theosophists. Nach dem Tod Annie Besants wurde Rukmini Devis Mann, George Arundale, im Juni 1934 neuer Präsident der Adyar-TG. Noch in diesem Jahr 1934 gründeten sie gemeinsam die Besant Memorial School und, nachdem sie vom Werk der Reformpädagogin Maria Montessori gehört hatten, luden sie diese nach Indien ein, um sie für die Schule zu verpflichten. 1939 folgte Montessori der Einladung, nicht zuletzt deshalb, da Benito Mussolini sie in Italien als unerwünscht erklärt hatte. Zusammen mit ihrem Sohn Mario übernahm sie die Lehrerausbildung an der Besant Memorial School und gestaltete die Schule nach ihren Prinzipien. Später wurde diese in Besant Theosophical School umbenannt und existiert heute (2006) noch als Universität in Varanasi. 1980 bewarb sie sich neben Radha Burnier um die Präsidentschaft der Adyar-TG, unterlag dieser jedoch bei der Abstimmung.

### Die Tänzerin
Rukmini Devi war von Kindheit an künstlerisch interessiert, insbesondere an Musik und Tanz. Hierin wurde sie von ihrer Mutter gefördert, welche das gleiche Interessensgebiet hatte. Bei vielen Treffen und Versammlungen der Adyar-TG, gab es auch künstlerische Darbietungen, in den 1920er-Jahren lernte Rukmini Devi bei ihren Reisen ein breites künstlerisches Repertoire, von Theater über Malerei, Musik, Oper bis zu Ballett kennen. Von der russischen Meistertänzerin Anna Pawlowna Pawlowa erlernte sie schließlich Ballett und diese überzeugte sie auch, klassischen indischen Tanz zu studieren. Dabei lernte sie den Tanzstil Bharatanatyam kennen und schätzen, was einen weiteren Skandal unter konservativen Kräften auslöste, da dieser Tanz meist nur von den Bajaderen, der Prostitution nahestehenden Tänzerinnen, vorgetragen wurde und Rukmini Devi als Brahmanin derartigem fernzubleiben hatte. Sie ließ sich jedoch nicht entmutigen, sondern entwickelte den Bharatanatyam weiter, indem sie die Musik umgruppierte, Kostüme änderte und die Darstellung im Hinblick auf Ästhetik vervollkommnete, ganz dem Gedanken Art without vulgarity folgend. Zu diesem Zweck rief sie sogar eine eigene Textilwerkstatt, in der die Kostüme nach ihren Anweisungen hergestellt wurden, ins Leben.
Schließlich gründete sie zusammen mit ihrem Mann auf dem Gelände der Adyar-TG am 6. Januar 1936 The International Academy of Arts, später umbenannt in Kalakshetra. Dafür engagierte sie die bedeutendsten Musiker und Tänzer Indiens. Ihre erste Schülerin war die spätere Präsidentin der Adyar-TG Radha Burnier, schon bald zeigten sich erste Erfolge, in dem die Mittelschicht ihre Töchter zur Tanzausbildung schickten. Von traditionellen Tanzdramen inspiriert, inszenierte sie diese neu, übernahm die Choreografie und schuf damit, trotz nur geringer Änderungen, einen der Moderne angepasster Bharatanatyam und damit revolutionierte sie die indische Tanzszene.
Nach und nach entwickelte sich daraus eine regelrechte Kunstakademie mit den Schwerpunkten Musik und Tanz. 1962/63 übersiedelte die Kalakshetra nach Tiruvanmiyur, einem Stadtteil von Chennai, wo sie sich heute (2006) noch befindet. Kalakshetra ist heute eine Kulturakademie für die Erhaltung traditioneller indischer Werte und besteht u. a. aus weiterführender Schule, College und Universität.
1967 wurde Rukmini Devi Fellow der indischen Akademie der darstellenden Künste.

### Die Politikerin
Im April 1952 wurde sie vom indischen Präsidenten Rajendra Prasad in das Rajya Sabha berufen und 1956 ein weiteres Mal in dieser Stellung bestätigt. Hier engagierte sie sich hauptsächlich für den Tierschutz, vor allem auch deshalb, da sie selbst streng vegetarisch lebte. Ebenso war sie maßgeblich am Aufbau des indischen Nationalparkprogramms beteiligt. Später wurde ihr angeboten, für das Amt des indischen Staatspräsidenten zu kandidieren, sie lehnte jedoch ab. Von 1955 bis zu ihrem Tod 1986 war sie Vizepräsidentin der Internationalen Vegetarier-Union (IVU).

## Tod und Nachruf
Rukmini Devi Arundale starb am 24. Februar 1986, kurz vor Vollendung ihres 82. Lebensjahres. In Indien zählt Rukmini Devi noch heute (2006) zu den bekanntesten und berühmtesten Personen des Landes. An ihrem Geburtstag wird der Rukmini Devi Day gefeiert. Neben vielen Auszeichnungen, die sie noch zu Lebzeiten erhielt, sind zahlreiche Schulen, Straßen und Parks nach ihr benannt.

## Werke
- Art and culture in Indian life. Kerala University Press, Trivandrum 1975
- Selections, Some selected speeches & writings of Rukmini Devi Arundale. Kalakshetra Foundation, Chennai 2003